# Camille Ducellier
Pour les articles homonymes, voir Ducellier.
Camille Ducellier, née en 1985, est une artiste plasticienne et vidéaste française. Elle est connue pour son travail artistique engagé dans l'histoire des sorcières et la réappropriation contemporaine de cette figure, ainsi que dans le féminisme et l'identité de genre.

## Biographie

### Formation
Camille Ducellier est née en 1985. De 2003 à 2004 elle étudie en classe préparatoire aux Ateliers de Sèvres puis continue ses études à l'École supérieure des arts décoratifs de Strasbourg  (HEAR) dont elle sort diplômée en 2009. Elle entreprend un post-diplôme au Fresnoy à Tourcoing de 2009 à 2011.
En avril 2007, durant ses études, elle effectue un stage à la clinique de La Borde, établissement fondé par Jean Oury en 1953, qui se révèle déterminant dans son cursus. Dans cette clinique particulière les patientes sont considérées comme des pensionnaires et rien ne les distingue du personnel soignant. Camille Ducellier est parfois confondue avec elles, ce qui l'amène à réfléchir sur la fluidité des postures et la nécessité de déconstruire les conceptions et les stéréotypes. Le fait d'être prise pour une des pensionnaires lui permet d'accéder plus facilement à leur vécu et à leur expérience. Elle indique que ce stage a constitué un tournant et a déterminé sa pratique artistique par la suite.

### Engagement
Elle est membre du collectif 50/50 qui a pour but de promouvoir l’égalité des femmes et des hommes et la diversité dans le cinéma et l’audiovisuel,.

## Analyse
Tournée vers le documentaire, Camille Ducellier montre un art hybride, entre arts plastiques et cinéma. Elle favorise les rencontres et travaille parfois avec des adolescents. Elle trouve dans le concept de la sorcière le trait d'union entre son attirance pour le voyage astral, les arts divinatoires, les modifications de conscience et ses convictions politiques et  féministes. Les sorcières,, les corps, l'écoféminisme sont ses sources d'inspiration,,,.

### Gender Derby
Dans Gender Derby, elle donne la parole à des personnes qui sont peu médiatisées, elle montre la fluidité des genres, la fluidité des corps et des gens. Elle abandonne toute idée de parcours binaire. En format portrait, vertical, elle montre le personnage de Jasmin de plain-pied, debout, et fier,,,,,.

### Reboot me
Dans Reboot me, elle propose une expérience en ligne de cartomancie. Le visiteur est amené à poser librement une question, et les quatre oracles qui représentent un élément (terre, air, eau, feu) répondent avec bienveillance. Il s'agit d'un adepte de la philosophie wicca, d'un couple transgenre, d'un chercheur de la conscience et d'une thérapeute intuitive. Reboot me est sélectionné pour deux festivals en 2016, Web Program Festival et Milenium Festival,.

### Chef·fe
Chef·fe est une série documentaire digitale en cinq épisodes d'une dizaine de minutes, filmée à la verticale en utilisant un format qui se veut bref et percutant. La série relate une année dans la vie d'une cheffe d'orchestre, Lucie Leguay, filmée par Camille Ducellier durant 12 journées de tournage. Luce Leguay traverse des univers musicaux différents, allant de la direction d'orchestre symphonique à la musique electro.
Le documentaire est produit par une équipe de femmes et est conçu spécifiquement pour le mobile, adoptant un format de story telling. La série est produite par  Margaux Missika, avec le soutien de la SACEM, du CNC, la Philharmonie de Paris et YouTube.
Chef·fe obtient le prix Scam Nouvelles Écritures 2020 décerné pendant le festival  Fipadoc à Biarritz.  
Clara Leonardi, une des fondatrices du journal en ligne ComposHer dédié à la visibilité des femmes dans le milieu de la musique classique, décrit avec ces mots « Très subtilement féministe, la websérie de Camille Ducellier est avant tout une jolie approche du métier de chef.fe d’orchestre et de ses défis.»[pertinence contestée].

## Œuvres

### Web séries
- 2018 : Genre le genre, 10 épisodes de 1 min 30 sec
- 2018 : Gender Derby, 7 épisodes[26],[27]
- 2019 : Chef·fe[28] 2020 : Prix Scam Nouvelles Écritures[24]

### Pièce sonore
- 2016 : La Lune noire (binaurale 360°)

### Réalité virtuelle (installations)
- 2016 : St Eustache (VR 360°), 3 min
- 2016 : Iel (VR 360°), 3 min
- 2017 : Hôtel de ville (VR 360°), 4 min 30 sec

### Web art
- 2016 : Reboot me[29], 5 à 10 minutes d'expérience

### Vidéos
- 2006 : La sonde urinaire, 3 min
- 2006 : Shaheen, 9 min[30]
- 2006 : La Traversée (Montivilliers), 8 min
- 2007 : Alexandre Virlogueux, 11 min
- 2008 : Ils seront forts, elles seront belles, 15 min
- 2009 : Le Pisse-debout, 3 min 30 sec
- 2010 : Sorcières, mes sœurs, 30 min[31],[11],[7],[32]
- 2012 : Souvenirs d'Apocalypse, 3 min 30 sec
- 2013 : Égalité Fille-Garçon (Aulnay-sous-Bois), 18 min
- 2013 : Lycée pilote international innovante (Poitiers), 20 min
- 2014 : S comme sexisme (Aulnay-sous-Bois), 16 min
- 2014 : Lycée horticole (Niort) "Parlez-vous aux plantes?", 8 min
- 2014 : Filmer le genre (Drancy), 14 min
- 2015 : Bachi-Bouzouk, 28 min
- 2015 : Lycée Marine nationale (La Rochelle), 28 min
- 2016 : Sorcière queer, 12 min[33]
- 2017 : Vers un ailleurs (web doc), 20 min
- 2017 : Voyages hors du corps, 52 min
- 2017 : Starhawk, 12 min

### Installation
- 2011 : Clairvoyance, installation sonore[34]

### Publication
- Camille Ducellier (préf. Starhawk), Le guide pratique du féminisme divinatoire, mai 2018 (ISBN 978-2-36624-347-5).[35]